# Barilius infrafasciatus
Barilius infrafasciatus är en fiskart som beskrevs av Fowler, 1934. Barilius infrafasciatus ingår i släktet Barilius och familjen karpfiskar. Inga underarter finns listade.